# Клеонід
Клеоні́д (дав.-гр. Κλεονείδης, не раніше II і не пізніше IV ст. н. е.) — давньогрецький теоретик музики. Гіпотетичний автор «Вступу до гармоніки» (Εἰσαγωγὴ ἁρμονική), який у рукописах також приписували Евкліду, Паппу, Зосимі. Трактат, написаний у традиціях школи Аристоксена, є підручником гармонії і містить усі традиційні розділи гармоніки (науки про гармонію): про звуки, про інтервали, про роди, про звукоряди («система» і «вид»), про тони, про метаболи, про мелопею.
Перше критичне видання «Гармоніки» Клеоніда, яке підготував 1895 року німецький філолог Карл фон Ян, зберігає статус нормативного і «класичного» донині.

## Видання, переклади і дослідження
- Jan C. von. Die Harmonik des Aristoxenianers Kleoneides // Programm des Gymnasiums mit Realklassen zu Landsberg a.W. Landsberg: Schäffer, 1870, S.1-23.
- L'Introduction harmonique de Cléonide <…>. Traduction française avec commentaire perpétuel par C. E. Ruelle // Collection des auteurs grecs relatifs à la musique, no.3. Paris: Firmin-Didot, 1884 (франц. переклад).
- Неизвестного автора Введение в гармонику. Перевод Г. А. Иванова // Филологическое обозрение, VII, кн. I—II (Москва, 1894) сс.3–46, 181—230 (переклад російською і великий коментар)[2].
- Cleonidis isagoge // Musici scriptores Graeci, ed. Carl Jan. Lipsiae, 1895, pp. 179—207 (критичне видання оригіналу).
- Петр В. И. О составах, строях и ладах в древнегреческой музыке. Київ, 1901[3].
- Cleonides. Introductio harmonica // Euclidis opera omnia. Leipzig, 1916. Vol.8, pp.186-222 (видання оригіналу).
- Solomon, Jon. Cleonides: ΕΙΣΑΓΟΓΗ ΑΡΜΟΝΙΚΗ. Critical edition, translation and commentary. Ph.D. dissertation. Univ. of North Carolina, Chapel Hill, 1980 (видання грецького оригіналу і переклад англійською).
- Cleonides. Harmonic introduction // Strunk's Source Readings in Music History. Vol.1: Greek Views of Music, edited by Th. Mathiesen. New York, 1998, pp. 35-46 (англійський перевод).
- Клеонид. Гармоническое введение. Перевод и комментарии А. В. Русаковой // От Гвидо до Кейджа. М.: НПФ «ТС-Прима», 2006, сс. 286—314. ISBN 5-902495-02-4. (рос.)
- Клеонид. Введение в гармонику. Перевод В. Г. Цыпина, предисловие С. Н. Лебедева // Научный вестник Московской консерватории, 2014, № 3, сс. 169—186. ISSN 2079-9438. (рос.)